# Yūji Fujikawa
Yūji Fujikawa (japanisch 藤川 祐司 Fujikawa Yūji; * 8. Juni 1987 in der Präfektur Kanagawa) ist ein japanischer Fußballspieler.

## Karriere
Fujikawa erlernte das Fußballspielen in der Universitätsmannschaft der Kanagawa-Universität. Seinen ersten Vertrag unterschrieb er 2010 bei Mito HollyHock. Der Verein spielte in der zweithöchsten Liga des Landes, der J2 League. Für den Verein absolvierte er 24 Ligaspiele. 2011 wechselte er zum Ligakonkurrenten Ōita Trinita. Für den Verein absolvierte er 15 Ligaspiele. Im August 2012 wechselte er zum Ligakonkurrenten Matsumoto Yamaga FC. Für den Verein absolvierte er sieben Ligaspiele. 2013 wechselte er zum Drittligisten YSCC Yokohama. Für den Verein absolvierte er 25 Ligaspiele. Ende 2015 beendete er seine Karriere als Fußballspieler.